# Katriszte
Katriszte (bułg. Катрище) – wieś w Bułgarii, w obwodzie Kiustendił, w gminie Kiustendił. Według danych szacunkowych Ujednoliconego Systemu Ewidencji Ludności oraz Usług Administracyjnych dla Ludności, 15 września 2022 roku miejscowość liczyła 103 mieszkańców.

## Historia
Na terenie wsi odkryto pozostałości trackiej płaskiej nekropolii z VII-VI wieku p.n.e. W księgach tureckich z 1576 roku wieś wymieniona jest jako Katriszta. Przed wyzwoleniem była to wieś rolnicza należąca do Daut Beya. Po wyzwoleniu Turcy opuścili wieś, a następnie sprzedali ziemię bułgarskim chłopom, którzy na niej pracowali. W 1930 roku powstała Spółdzielnia Kredytowa „Syznanie”. Wybudowano przepompownię ścieków (1961 r.), wieś zelektryfikowano (1946 r.) i zaopatrzono w wodę, część ulic wyasfaltowano. We wsi znajduje się czitaliszte Swetlina i cerkiew św. Petki.